# 東尼·艾歐密
東尼·艾歐密（英語：Tony Iommi，1948年2月19日—），本名安東尼·法蘭克·艾歐密（英語：Anthony Frank Iommi），是一位英國的吉他手、詞曲作家與唱片製作人。他以身為重金屬音樂始祖之一的黑色安息日吉他手而成名，有「重金屬音樂之父」、「即興重複段之王」（Riff Lord）等美譽，也是該樂團的四位創始人之一。在黑色安息日活動的四十九年時光裡，其陣容經歷了多次變化，東尼·艾歐密是唯一不變的成員，他也是黑色安息日主要的作曲者。
1965年在組成黑色安息日之前，17歲的東尼·艾歐密在工廠當焊工時，不慎被金屬壓版奪走了右手中指和無名指的指端。後來他為了克服彈琴障不斷嘗試各種方法，最後自行發展出陰沉、緩慢的特殊吉他音色。1968年，在黑色安息日還叫做「地球」的時候，東尼·艾歐密曾受到邀請而短暫加入傑叟羅圖樂團，1969年回到「地球」，樂團才改名為黑色安息日。1970年他們發行了第一張錄音室專輯《黑色安息日》。2000年，發行第一張個人錄音室專輯《艾歐密》，2004年發行續作《1996年DEP時期》。2006年組成天堂與地獄，2010年在羅尼·詹姆斯·迪歐去世後解散。
東尼·艾歐密是廣泛公認有史以來最偉大、最有影響力的搖滾／重金屬吉他手之一。皇后樂團的布莱恩·梅稱他是「真正的重金屬音樂之父」、金屬製品的詹姆斯·海特菲爾德稱他是「重金屬樂句之王」、猶大祭司的羅柏·哈爾福德也說：「創造重金屬重覆樂句的人，就是東尼」。2005年，在英國重金屬雜誌《金屬之鎚》的讀者調查中，他是公認的「即興重覆段之王」。2007年，英國搖滾樂雜誌《經典搖滾》將他評為「最狂野的一百名吉他英雄」第6名。2011年，美國權威音樂雜誌《滾石》將他列為「歷史上最偉大的一百名吉他手」第25名。英國音樂作家喬爾·麥基弗稱讚他是「歷史上最偉大的重金屬吉他手」第6名。2012年，美國音樂雜誌《吉他世界》將他評為「歷史上最偉大的重金屬吉他手」第1名、「歷史上最偉大的搖滾吉他手」第7名。

## 早年生活
東尼·艾歐密1948年2月19日出生於英國西米德蘭茲郡伯明罕希斯菲爾德路婦產醫院 ，是安東尼·法蘭克和希薇亞·瑪麗亞·艾歐密的獨子。母親的娘家姓瓦倫蒂尼，是義大利的葡萄園業者，她出生於巴勒摩。父母將阿斯頓的住家客廳改裝為一間商店，很快成為社區裡的熱門聚集地。商店由他的母親經營，而父親的職業是木匠。八到九歲的時候，因為和其他小孩追逐而摔倒，導致他的上唇嚴重受傷而留下疤痕。他被其他孩子取了綽號「疤面」，成年後他便留起鬍子蓋住痕跡，成為他的標誌形象。中學就讀於樺木道現代中學，一年後他將會認識就讀同一所學校的奧茲·奧斯本，多年後他們會與另外兩人共組黑色安息日。
大約十歲左右，由於住家和學校社區治安不靖，為了保護自己，東尼·艾歐密開始鍛煉身體和格鬥技巧，學習柔道、空手道和拳擊。他變得十分擅長拳擊，也希望將來能擔任夜總會或俱樂部的保鏢，這樣就不用像一般人那樣只能當工廠工人、然後枯燥無聊的度過一輩子。隨後他受到影子樂團影響，對玩音樂產生了志趣。一開始想打爵士鼓，但由於聲音太大，他選擇學習彈奏吉他，將影子樂團的吉他手漢克·馬文當作效仿對象。由於他是左撇子，因此彈吉他也是用左手撥弦、右手壓弦。完成學業後，東尼·艾歐密曾在一家樂器行工作過一段時間，但被雇主誣告偷竊後憤而辭職，於是他短暫做過水管工人、薄金屬板學徒，後來在戒指工廠擔任焊工。青年時期的東尼·艾歐密白天當工人，晚上則參加一支叫做搖擺雪佛蘭的樂團，在各個俱樂部演奏。最後由於他出色的吉他表演，一位經紀人看中他，並且向他提供一個在德國的職業演出機會。

## 斷指意外與克服彈琴障礙

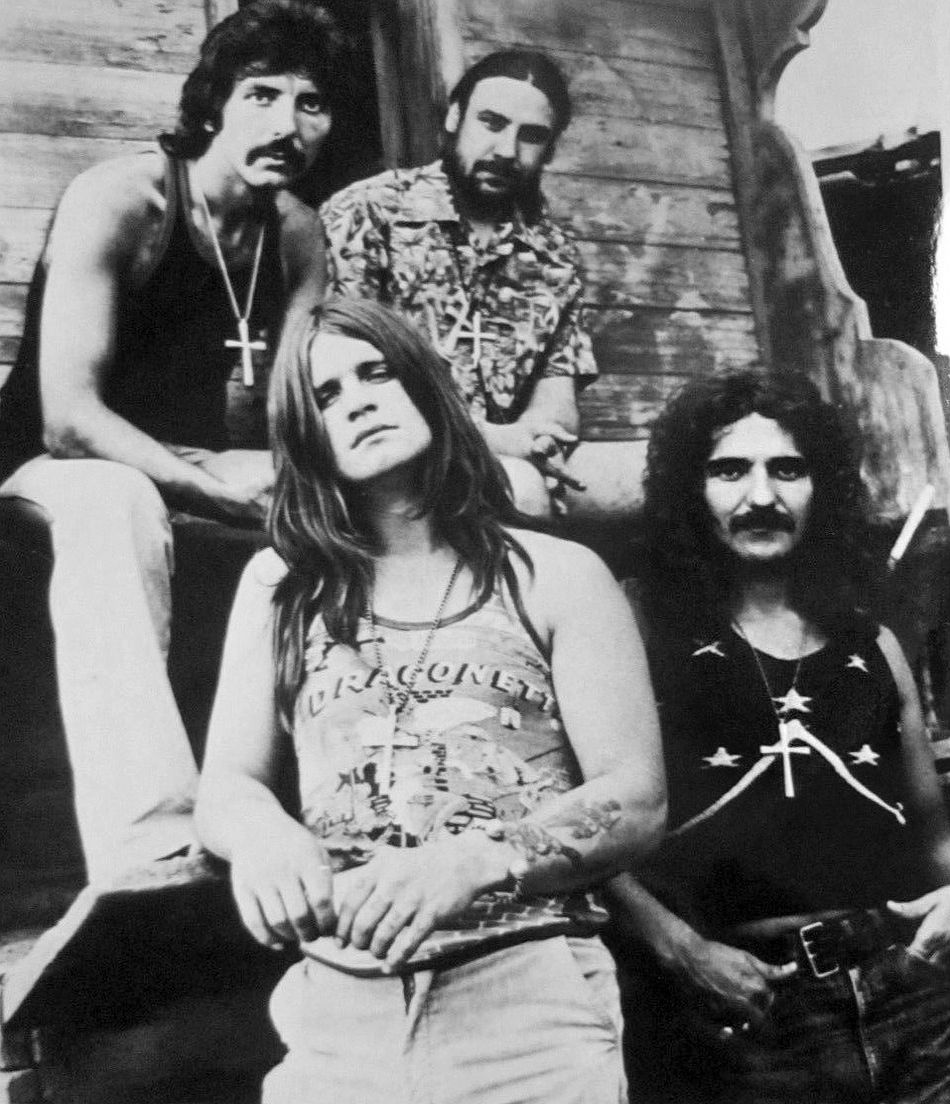
1972年東尼·艾歐密（左上）與黑色安息日成員的合影。

獲得青睞的東尼·艾歐密正值十七歲，他在工廠上班的最後一天，不慎被金屬壓版奪走了右手中指和無名指的指端。他在急診室裡被醫師告知永遠不能彈琴了，他回憶說：「好幾個醫生都告訴我別想再彈吉他了，這令我難以接受，我曾經認為我的手真的廢了、玩搖滾的日子已經拜拜了。但是我最後還是振作起來，一心想找出還能讓我彈好吉他的辦法」。在意外失去指端的時候，他幾乎放棄了音樂之路。然而，他的工廠領班拿了一張爵士樂吉他手金格·萊恩哈特的作品給他聽，因為金格的兩根手指在一場大火中燒掉了，於是彈奏時都只用了兩根手指頭壓在指版上。這給予了東尼·艾歐密振作的動力，他回憶說：
| “ | 領班告訴我：「聽聽這人彈的吧」，我回他：「沒可能！我現在最不想做的就是聽人彈吉他！」，不過他一直堅持，到最後播放唱片給我聽，我跟他說彈得很好，然後他告訴我：「你知道嗎？這人左手按弦只用兩根手指，因為他曾遭可怕的火災燒傷」。當頭棒喝之下，所聽所聞簡直令我無比拜服。我受此啓發，就開始嘗試再彈吉他。 | ” |

受到金格·萊恩哈特啟發，東尼·艾歐密決定再次嘗試彈吉他，即使因為手指缺損而使他彈得相當痛苦，仍未放棄。一開始他試著改用右撇子的方式來彈奏，但是行不通。雖然這是一個選項，但是他從來沒有認真考慮過換手或練習用右手撥弦。2008年，在接受美國音樂雜誌《吉他世界》採訪時，他被記者問及「是否有試過改成右撇子？」。東尼·艾歐密回應：
| “ | 如果還能回到從前的話，我可能會改變作法。當時我的吉他已經彈了兩三年，看看現在，我可真是彈了很久。我以為我永遠無法改變我的方式，事實上，如果當時我就決定要練習換右手，總有一天還是能辦到的。我確實有試過換手，但我沒有耐心那樣笨拙的一直試下去，對我來說用右手準確的撥弦似乎是不可能的。我決定做我能力所及的，補救我原本慣用的左手，我自己做了一些塑膠指套，然後就這樣一直堅持下去了。 | ” |

無論如何，他仍然決定要用左手彈吉他。為了做到這一點，他自製了塑膠指套戴在殘缺的手指上。他將清潔劑瓶子熔化後，用砂鑄造和电烙铁使其接近手指的形狀和尺寸，然後把皮夾克剪成小塊材料，黏在指套的末端增加摩擦力。這產生了兩個技術問題，首先，指套讓他那兩根斷指感覺不到吉他弦，這對演奏有很大的影響。其次，這樣很難確實的按弦。於是他開始把琴弦調鬆，減輕來自弦的壓力。奧茲·奧斯本回憶說：「直到今天我還是不知道他是怎麼做到的，不管他到什麼地方，他都隨身帶著一個大袋子，裡面裝滿了他在家裡自製的指套和皮革墊，他也一直隨身帶著烙鐵來調整那些指套。我每次看東尼彈吉他都會感到震撼，『他到底付出了多少來克服這一切？』。因此我對東尼·艾歐密相當敬畏、尊敬」。
東尼·艾歐密回憶說，當時沒有專用的輕型吉他弦，只能換成斑鳩琴的弦來減低持續按弦的壓力。直到1970至1971年左右，畢卡妥音樂家琴弦為他額外製作了輕型（.008 - .032）吉他弦。此外，他的斷指主要用於微動和弦，而不是單音符獨奏。1974年，東尼·艾歐密向美國音樂雜誌《吉他玩家》表示，改良後的頂針幫助他克服了技術問題，這樣讓他更容易使用小拇指按弦。後來，他也嘗試用不同的吉他調音，包括把標準的E降到了C ♯（1到6弦全面調降三個半音，例如《現實之王》中的〈墳墓之子〉、〈世界之王〉和〈虛無的境界〉）。東尼·艾歐密說，這樣做主要目的是創造一個「更宏亮、更厚重的聲音」，放鬆琴弦能讓他更容易按壓。於是他形成了陰沉、緩慢而且兇殘的吉他風格，在當時音樂界裡是最黑暗的音色。奧茲·奧斯本說：「這種風格是沒有人可以複製的，幹，即使他們想『致敬』」。
雖然他因此創造了獨特風格，對搖滾樂衍生出重金屬音樂具有重大影響，不過東尼·艾歐密在2016年直言，失去指端是他人生中最大的遺憾：
| “ | 斷指成了負擔。有些人說斷指一事使到我發明出我的音樂彈奏，但是我不知道是否當真如此。斷指只是我需要學會共存的事。你的演奏風格會受其影響；你的手無法感覺弦壓，而且有一些和弦我是不能彈的。一開始醫生就告知我：『你不能再彈吉他了』。但我相信我做得到，而且成功了。 | ” |

## 音樂生涯

### 搖擺雪佛蘭、冗員樂團、神話與波爾卡杜爾克藍調樂團
東尼·艾歐密曾在幾個藍調／搖滾樂團裡演奏，擔任吉他手，其中最早的是1964年到1965年的搖擺雪佛蘭。許多俱樂部和表演場地的業者會固定向該樂團預約演出。當他們在德國表演受到一位經紀人相中時，東尼·艾歐密決定辭去他的工廠職位，全職擔任音樂演奏家。雖然僅隔一天便遇上斷指意外，但他很快調整了演奏方式繼續音樂活動。1966年到1967年，東尼·艾歐密在冗員樂團中演奏。後來另一支演奏重藍調的樂團神話以試聽帶挖角他加入。一個月後，神話的鼓手離開，他便找了同鄉的比爾·沃德入替。
從1968年1月至1968年7月間，東尼·艾歐密都擔任神話的吉他手，比爾·沃德在1968年2月中旬加入，樂團在坎伯蘭的演出門票都是完售。1968年5月，由於樂團的藥頭被捕，警方依據客戶資料循線突擊、搜查樂團在卡萊爾的住處，四位成員都因持有大麻被捕，四人認罪並且各罰15英鎊。樂團名聲因此敗壞，大部分的俱樂部業者不敢再向他們預約演出，他們失去了演出機會和觀眾數。1968年7月13日，神話在錫洛斯港的演出後解散。
1968年8月，神話解散後，另一支吉澤·巴特勒和奧茲·奧斯本組成的伯明罕樂團罕見品種也解散了。回到家鄉的東尼·艾歐密和比爾·沃德憑奧茲·奧斯本貼在環道唱片行窗戶上的廣告「OZZY ZIG需要舞台。我有經驗，有自己的音控。地址在小屋道14號」而找上他。奧茲·奧斯本提議找吉澤·巴特勒來當貝斯手，並將四人的新樂團取名為波爾卡杜爾克藍調樂團，靈感來自奧茲·奧斯本母親愛用的爽身粉品牌。因他們想玩厚重的南方藍調，東尼·艾歐密找來一位薩克斯風手艾倫·克拉克，以及奧茲·奧斯本會彈滑音管吉他的朋友吉米·菲利普斯加入。他們在卡萊爾市第一次公開演出後，東尼·艾歐密將艾倫·克拉克和吉米·菲利普斯踢出樂團，團名也縮短為波爾卡杜爾克。

### 地球和傑叟羅圖樂團
參見主條目：傑叟羅圖樂團
1968年9月，波爾卡杜爾克改名為地球。1968年12月，當時的藍調大團傑叟羅圖樂團失去了吉他手麥可·亞伯拉罕，主唱伊恩·安德森希望東尼·艾歐密去遞補，於是他接受了挖角、離開地球。地球取消了所有演出，而東尼·艾歐密和傑叟羅圖樂團參加滾石搖滾馬戲團的聯合演出，同台的有滾石樂隊、何許人，以及約翰·藍儂、艾瑞克·克萊普頓等人。四天後，東尼·艾歐密決定離開傑叟羅圖樂團，回到地球。關於和傑叟羅圖樂團主唱伊恩·安德森短暫的合作經驗，東尼·艾歐密回憶說：
| “ | 我必須說，我從他們那裡學到了很多東西，我開始了解在這一行裡到底該做些什麼事——你必須練團。當我離開傑叟羅圖返回地球後，我督促他們每個人早上都要起床，然後我去接他們。當時我是樂團裡唯一會開車的人，每天早上九點我們就集合開始練團。我對他們說，「我已經見識過傑叟羅圖他們是怎麼做事的，他們有排練時間表、而且他們身體力行，為了一場演出可以練四天的團。所以我們必須開始如法炮製、嚴肅以待，不能再瞎混了。我們要開始寫自己的歌而且不斷出去表演，就算被人噓也要做，這是唯一能出人頭地的方法，而且我們必須思考關於專輯的事情」。所以我們就開始幹活了。 | ” |

### 黑色安息日
參見主條目：黑色安息日
經過一段日子的練團和演出，東尼·艾歐密觀察到劇院上映恐怖片時非常賣座，便決定拋棄藍調，改作厚重、陰沉的搖滾樂。樂團很快創作出具有三全音即興重複段、黑暗歌詞和驚悚曲風的歌曲〈黑色安息日〉。1969年8月，一次在靠近曼徹斯特的市鎮大廳演出時發生誤會，他們才發現跟另一支流行樂團撞名了。8月，他們根據自己寫的曲子將團名改成「黑色安息日」。1970年，東尼·艾歐密將他的吉他音調從E降到了E♭ （E的一個半音之下）。
1971年，在黑色安息日第三張專輯《現實之王》中，東尼·艾歐密進一步降調，來到了D♭（降一個小三度音），以便他殘缺的手指能更靈活的壓弦，貝斯手吉澤·巴特勒也跟著這樣做。最終，黑色安息日成為世上第一個降調的重金屬樂團，他們創造出更晦暗、更有泥濘感覺的音樂。東尼·艾歐密結合藍調般的吉他獨奏和黑暗小調即興重覆段，此舉在音樂界引起了革命性的影響。他使用高音增強效果器和吉普森SG電吉他，展現出高度失真的特殊音調。
1970年代後期，黑色安息日面臨酗酒、藥物濫用、巡演疲憊、收入糾紛、稅務問題和法律訴訟等問題，以及東尼·艾歐密與奧茲·奧斯本的衝突而幾近瓦解。此外，樂團緩慢、藍調風格的樂句已經過時了，逐漸不敵如猶大祭司、摩托頭和鐵娘子等新一代金屬樂團的崛起，音樂評論家認為他們「大勢已去、疲憊、不受歡迎」。第七張專輯《工業迷幻》和第八張專輯《永不言敗!》的評論和銷售量都大不如前。1979年4月，東尼·艾歐密開除了奧茲·奧斯本。6月，原彩虹的主唱羅尼·詹姆斯·迪歐加入黑色安息日。1980年發行了第九張專輯《天堂與地獄》，試圖革新樂團的音樂事業，且適逢英國重金屬新浪潮的興起，黑色安息日再度獲得商業上的成功。
1980年8月巡演途中，比爾·沃德因不能適應主唱換人、嚴重酗酒，與成員爭吵後負氣退出，樂團隨後招募溫尼·亞派斯取代他。此時黑色安息日的原始陣容剩下東尼·艾歐密與吉澤·巴特勒，這個陣容在1981年發行第十張專輯《暴民萬歲》。在下一張新專輯的混音過程中，因為內部衝突，羅尼·詹姆斯·迪歐帶著溫尼·亞派斯退出，成立自己的迪歐樂團。黑色安息日在接下來的十五年中，主唱頻頻換人，來來去去的歌手包括伊恩·吉蘭（當時是深紫的前成員）、大衛·多納托、葛倫·休斯、雷·葛倫和東尼·馬丁等人。1984年3月，伊恩·吉蘭參與第十一張專輯《魔頭轉世》與宣傳巡演後，因為音樂風格上不適任而辭去主唱。隨著洛杉磯素人歌手大衛·多納托短暫的進出後，吉澤·巴特勒因為感覺樂團被華納兄弟唱片公司操弄，於1984年11月負氣退出黑色安息日，組成自己的獨奏樂團。剩下東尼·艾歐密一個原始成員後，黑色安息日等同活動休止。這段期間，他找了戴夫·斯匹茲、艾瑞克·辛格和葛倫·休斯協助錄製自己的第一張獨奏專輯，命名為《銀河七號星》。但華納兄弟唱片公司拒絕讓他以個人名義發行，堅持使用黑色安息日的名義。經紀人唐·亞頓居中協調，最後以「黑色安息日之東尼·艾歐密」名義發行。
1990年秋天，羅尼·詹姆斯·迪歐和吉澤·巴特勒重回了黑色安息日，並說服東尼·艾歐密辭退主唱東尼·馬丁和貝斯手尼爾·莫瑞。1992年4月，東尼·艾歐密在英國溫布利球場參加了佛萊迪墨裘瑞慈善義演，與金屬製品、皇后樂團的成員一起表演了四首歌曲。同年6月，黑色安息日發行第十六張專輯《人類終結者》，獲得十年來最大的一次商業成功。1992年7月，由於奧茲·奧斯本宣佈想要退休，邀請黑色安息日參加他的不再巡迴之旅，雖然黑色安息日同意，但羅尼·詹姆斯·迪歐反對，他於11月奧克蘭的演出結束後退出黑色安息日。隔天，黑色安息日參加奧茲·奧斯本的退休演出，猶大祭司的羅柏·哈爾福德擔任客座主唱，一同表演了兩晚（羅柏·哈爾福德也曾在2004年8月奧茲音樂節中的一個場次中支援黑色安息日，當時奧茲·奧斯本由於支氣管發炎而無法表演）。1993年，東尼·艾歐密與鑽石頭合作一曲〈羅密歐與茱麗葉的情人之夜〉。那次退休演出中，四位創使人東尼、吉澤、比爾和奧茲也同台演出了四首黑色安息日歌曲。
1993年起，黑色安息日陣容又出現長達四年的劇烈波動，推出的第十七張專輯《十字的意義》和第十八張專輯《惡靈禁忌》都表現不佳。1995年12月完成亞洲巡迴後，東尼·艾歐密只能讓殘破的黑色安息日休止活動。1997年12月，東尼、奧茲、吉澤、比爾四人正式團聚，在伯明罕國家展覽中心登台，是1992年後首次的完整重聚演出。當時他們演唱的〈鋼鐵人〉現場版還獲得第42屆葛萊美獎「最佳金屬樂演奏獎」。1998年5月，黑色安息日以原始陣容展開世界巡演。2005年11月，黑色安息日入選英國音樂名人堂。2006年3月，黑色安息日入選美國搖滾名人堂。2012年2月，比爾·沃德宣布他將不再參加樂團的團聚，直到他獲得「合約」，此後他便一直沒有再回到黑色安息日當中，由湯米·克魯弗托斯擔任支援鼓手。2013年6月，黑色安息日發行第十九張專輯《十三》，7月展開世界巡迴演出。2016年1月，展開名為「結局之旅」的告別巡迴演出。2017年2月4日，黑色安息日在家鄉伯明罕演出他們的最後一場演唱會。同年3月7日，黑色安息日宣布解散告終。

### 個人活動
參見主條目：艾歐密

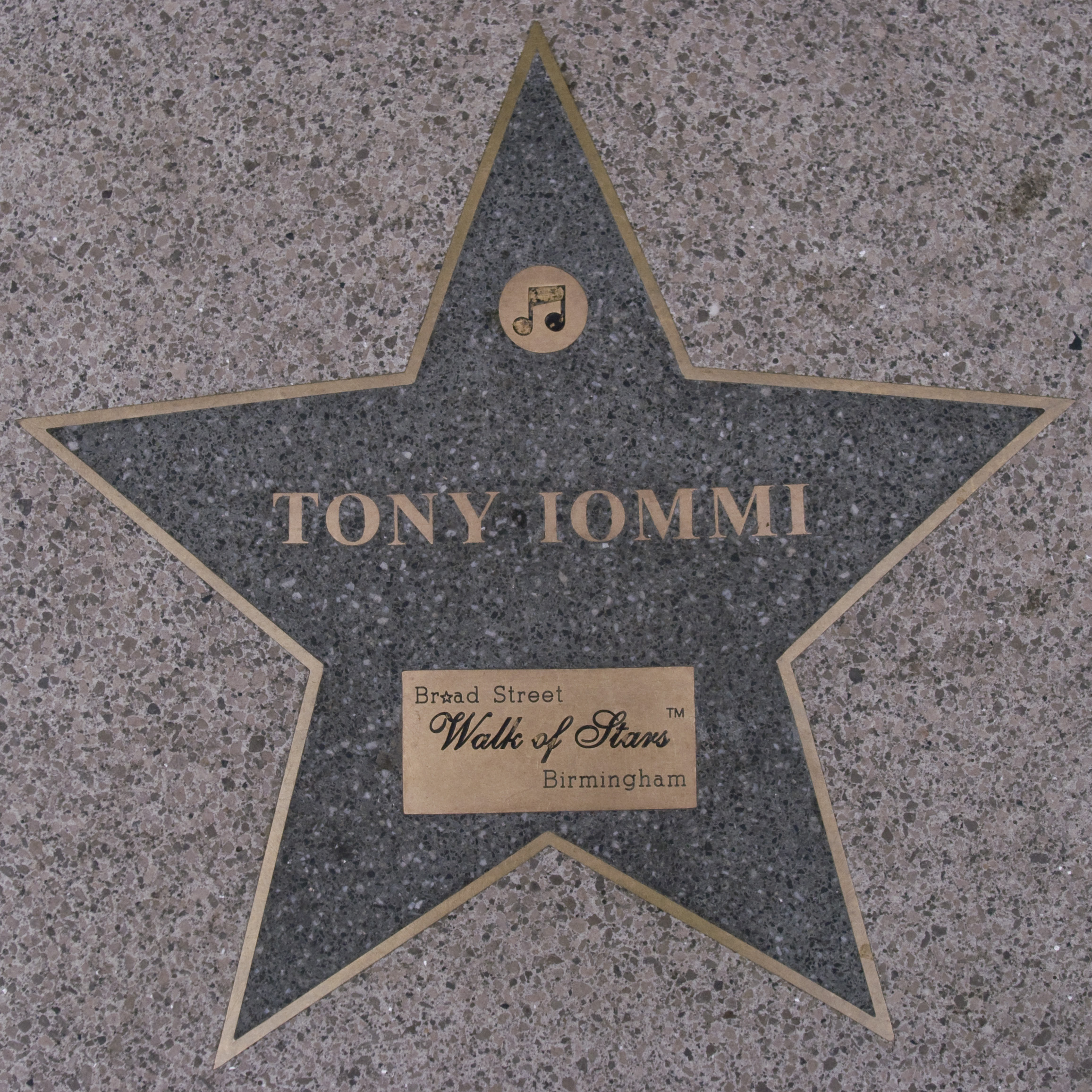
東尼·艾歐密在伯明罕星光大道上的星形獎章。

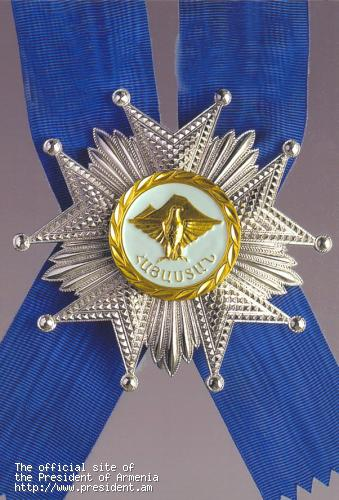
東尼·艾歐密曾被授予亞美尼亞共和國榮譽勳章。

2000年，東尼·艾歐密發行了第一張個人錄音室專輯《艾歐密》，登上美國告示牌二百強專輯榜第129名、德國官方排行榜第43名。這張專輯邀請了幾位客串歌手助陣，包括伊恩·阿斯特伯里、S.K.I.N.、亨利·羅林斯、塞爾吉·坦吉安、戴夫·格羅爾、比利・寇根、菲爾·安塞爾莫、彼得·斯蒂爾和奧茲·奧斯本等人。美國權威音樂雜誌《滾石》將這張專輯列為「歷史上最偉大的五百張搖滾／重金屬專輯」第451名。2004年，發行第二張個人錄音室專輯《1996年DEP時期》。這張專輯最初於1996年錄製，主唱和貝斯手為葛倫·休斯、鼓手為前猶大祭司成員戴夫·霍蘭德、鍵盤手則是唐·艾瑞、傑夫·尼可拉斯及麥可·埃克塞特，但從未正式發行。不久後，它以《銀河八號星》之名在盜版市場廣泛流出。在2004年準備正式發行時，戴夫·霍蘭德在荷蘭被判強姦未遂罪，東尼·艾歐密不想讓這張專輯跟強姦扯上關係，所以其中的鼓聲由吉米·科普利重錄過。同時，他繼續與葛倫·休斯、鼓手肯尼·阿羅諾夫和鍵盤手鮑勃·馬爾特錄製了第三張個人錄音室專輯《勃然大怒》，在2005年發行。2009年，東尼·艾歐密與美國編劇及製片人麥克·弗斯簽約，合作關於恐怖電影的配樂。
1989年，為了幫助亞美尼亞大地震中的災民度過難關，東尼·艾歐密參與了巨星援助亞美尼亞- 水上煙慈善活動。2009年10月，亞美尼亞總理季格蘭·薩爾基相授予東尼·艾歐密和伊恩·吉蘭授予亞美尼亞共和國榮譽勳章。2011年，為了幫助亞美尼亞遭地震破壞的久姆里，東尼·艾歐密與伊恩·吉蘭召集了一些音樂人組成超級樂團誰人在乎，包括深紫的鍵盤手唐·艾瑞、金屬製品的貝斯手傑森·紐斯特、鐵娘子的鼓手尼可·麥布萊恩和惡魔陛下樂團的吉他手米克·林斯特隆都響應了活動，他們為了籌集資金重建當地學校，發行慈善單曲〈我心深處／聖水〉，它登上德國單曲排行榜第86名。
2012年1月，當東尼·艾歐密宣布患有早期淋巴瘤時，亞美尼亞總理季格蘭·薩爾基相寄出了一封支持信：「我們知道您的精神是一如既往的堅強，而我們也確信您的天才靈感將引導您完成新的黑色安息日專輯，在如今這個難以置信的情況下，這將轉化為您現在所需要的能量和力量」。

### 天堂與地獄
參見主條目：天堂與地獄

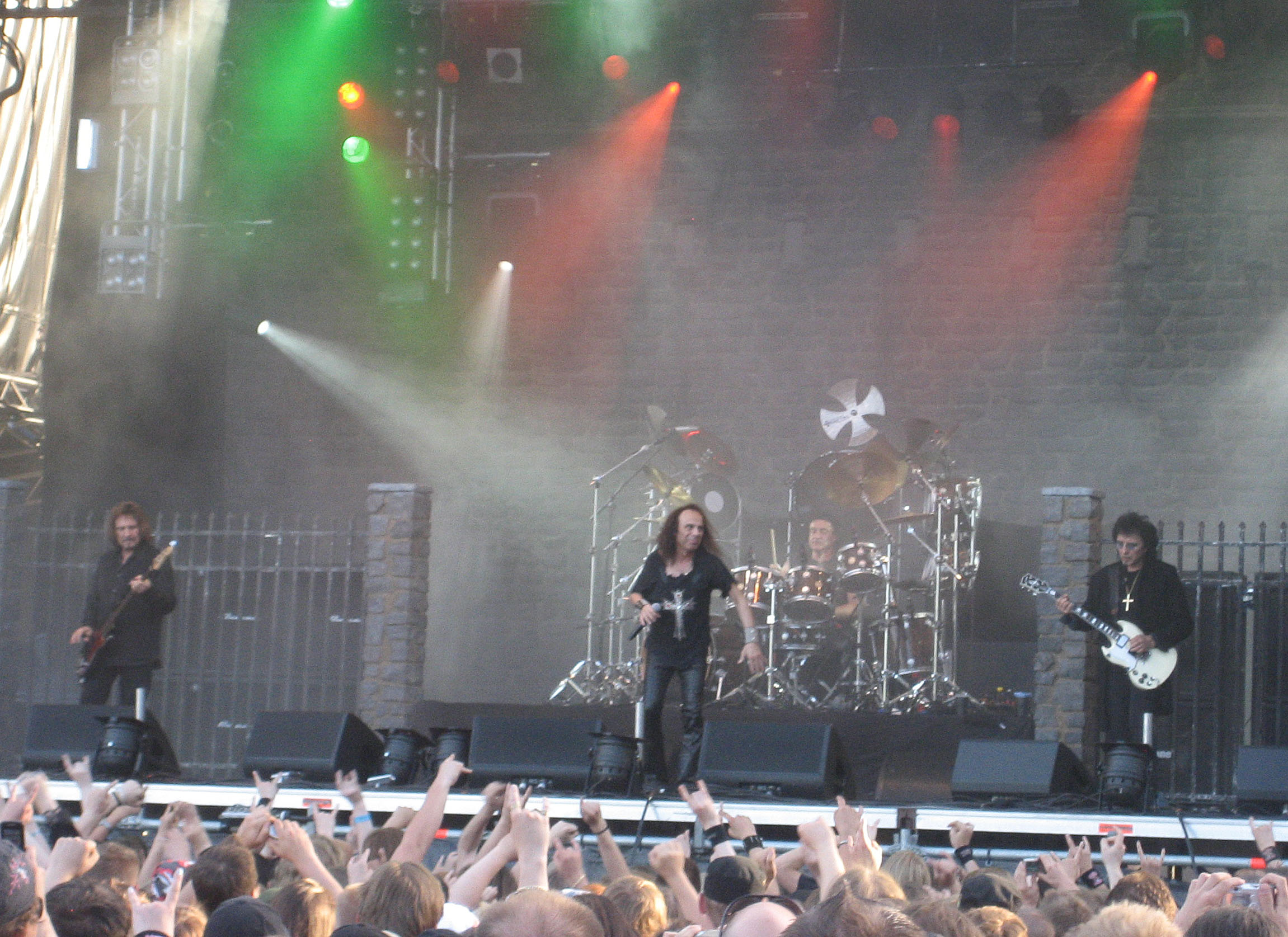
2007年6月9日，天堂與地獄 (樂團)的表演，東尼·艾歐密是持白色吉他者。

2006年，東尼·艾歐密、吉澤·巴特勒、溫尼·亞派斯和羅尼·詹姆斯·迪歐再次合作，創作了三首新歌〈哭泣的魔鬼〉、〈風之影〉和〈隔墙有耳〉，收錄在精選輯《黑色安息日：迪歐年代》，從羅尼·詹姆斯·迪歐在黑色安息日任期內參與過的四張專輯中選曲。該精選輯登上美國告示牌二百大專輯榜第54名。新曲〈哭泣的魔鬼〉也登上告示牌主流搖滾單曲榜第37名。由於市場反應不錯，他們便決定組成第九張專輯《天堂與地獄》時期的陣容，舉行2007天堂與地獄巡迴之旅。比爾·沃德最初預計參與錄音和巡演，最終因音樂上的差異問題，拒絕成為樂團的鼓手，他的位置由溫尼·亞派斯取代。
2007年3月11日，天堂與地獄巡迴之旅展開，邀請麥加帝斯、機械頭、上帝羔羊、德國女皇、埃利斯·庫珀、冰凍大地暖場，並於3月30日在紐約錄製了一張現場專輯和DVD，名為《無線電城音樂廳現場》，獲金唱片認證。8月，天堂與地獄和猶大祭司、摩托頭、聖約一起舉行了金屬大師巡迴之旅。2009年，天堂與地獄發行了新專輯《小心魔鬼就在你身邊》，登上美國榜第8名。
2008年11月，為表彰東尼·艾歐密對搖滾音樂的貢獻，他在家鄉的伯明罕星光大道上獲得了專屬星形獎章。2009年11月，羅尼·詹姆斯·迪歐被診斷出罹患胃癌，天堂與地獄取消與鐵娘子的巡演和所有計畫。2010年5月，羅尼·詹姆斯·迪歐逝世，享壽六十七歲。同年7月，天堂與地獄在倫敦的高壓電音樂節上表演，向羅尼·詹姆斯·迪奧致敬。這是天堂與地獄的最後一次表演，隨後宣布解散。

### 歐洲歌唱大賽
2013年，東尼·艾歐密為亞美尼亞的搖滾樂團多利安創作了〈寂寞的行星〉，樂團憑此曲在2013年歐洲歌唱大賽打進決賽，最終取得第12名。

## 個人生活

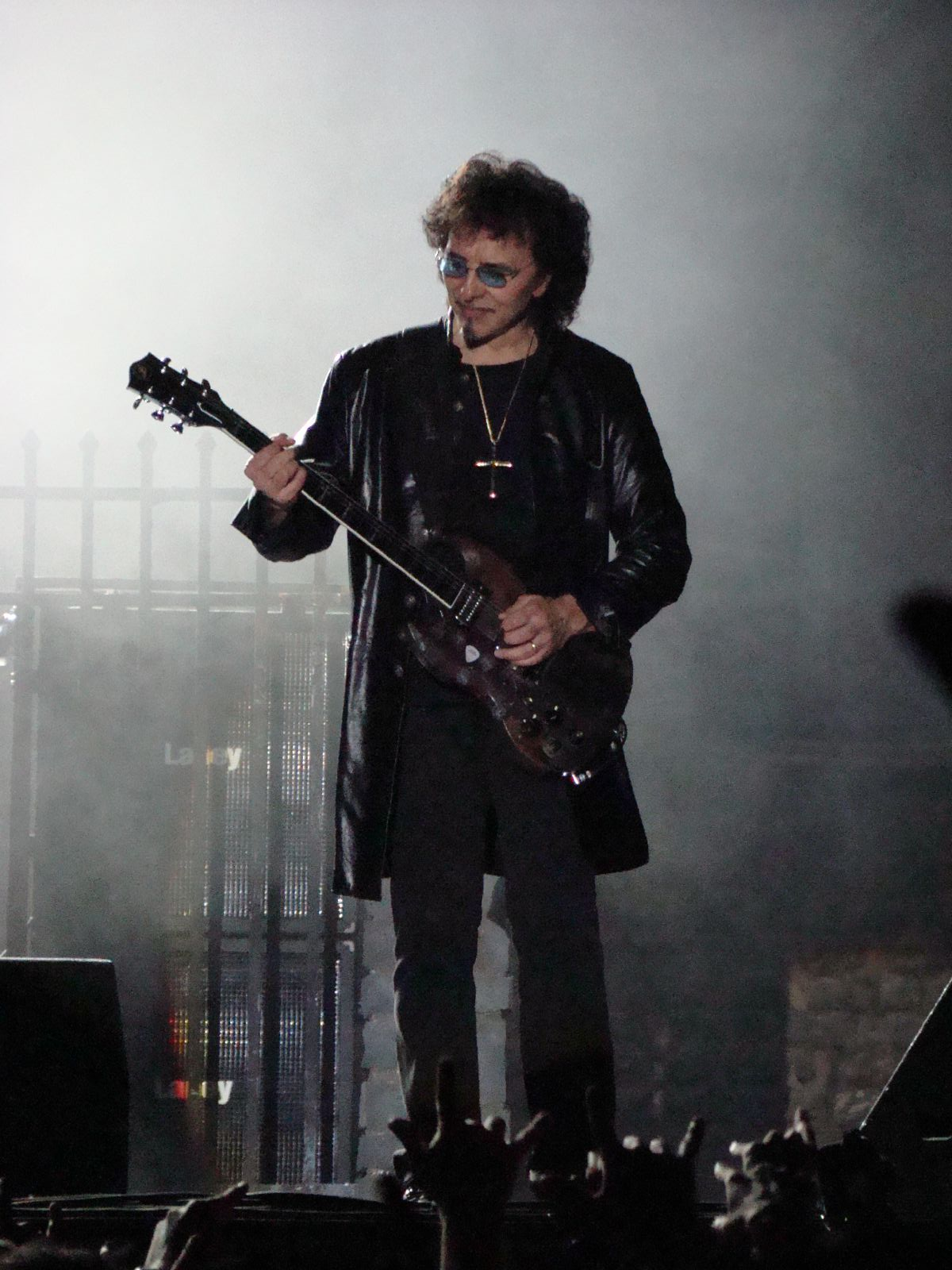
2007年的東尼·艾歐密。

1972年，東尼·艾歐密在英國斯塔福德購買了人生第一棟房產，同時也在隔壁買了一棟送給父母親。他喜歡收藏汽車，擁有多輛藍寶堅尼、勞斯萊斯，曾經買過一輛粉紅色的捷豹。
截至2016年，東尼·艾歐密有過四段婚姻。
- 1970年代早期，東尼·艾歐密娶了蘇珊·斯諾登（英语：Susan Snowden），她是第一代斯諾登伯爵安東尼·阿姆斯特朗-瓊斯的親戚[93]。東尼·艾歐密是透過黑色安息日當時的經紀人帕特里克·米漢（英语：Patrick Meehan (producer)）認識了蘇珊·斯諾登[1]。黑色安息日第五張專輯《血腥安息日（英语：Sabbath Bloody Sabbath）》中的歌曲〈毛茸茸〉便有蘇珊·斯諾登走路的聲音[1]。齊柏林飛船的鼓手約翰·博納姆當時在婚禮上擔任伴郎[1]。這段婚姻持續了大約八年。1991年，東尼·艾歐密在美國音樂雜誌《吉他世界（英语：Guitar World）》的採訪中透露，製作《工業迷幻（英语：Technical Ecstasy）》時的壓力和許多混亂問題，導致這段婚姻結束[94]。
- 1980年代初期，東尼·艾歐密娶了名為梅琳達的美國女模特兒[1][93]，他們有了一個女兒東尼·瑪莉。1980年代中期兩人離婚，女兒當時十二歲，東尼·艾歐密獲得了她的監護權。東尼·瑪莉回憶，當時失去母親讓她心理不平衡，但父親「救了她」。她表示與父親一起生活，最終才能夠重拾對他人的信任[95]。2010年8月，惡魔陛下樂團的吉他手米克·林斯特隆（英语：Linde Lindström）與東尼·瑪莉訂婚[96]。
- 1986至1987年間，東尼·艾歐密與一位名叫瓦萊麗的英國女子，經過六年的交往後結婚。她和前夫有一位名叫傑伊的兒子。兩人在1990年代末期離婚了[93]。東尼·艾歐密在美國音樂雜誌《吉他世界》的採訪中證實過這段婚姻，當時是與金屬製品的詹姆斯·海特菲爾德聯合受訪。東尼·艾歐密還說，當年金屬製品發行黑色專輯（《金屬製品（英语：Metallica (album)）》的俗稱，因封面幾乎都是塗黑的。）的時候，「我兒子拿著你們的最新專輯給我聽」。
- 2005年，東尼·艾歐密與瑞典另類金屬樂團斯德哥爾摩乾旱（英语：Drain STH）的前主唱瑪麗亞·索霍爾姆（英语：Maria Sjöholm）結婚。他們於1998年認識，當時東尼·艾歐密正在與斯德哥爾摩乾旱合作。經過一年的電話交談，瑪麗亞·索霍爾姆於1999年搬到英國與東尼·艾歐密同居。2005年8月19日，沒有通知任何人，兩人在日落侯爵酒店（英语：Sunset Marquis Hotel）結婚，只有一個見證人在場。東尼·艾歐密表示這場低調的婚禮是「我所做過最好的事情！」[97]。

1980年代中期，東尼·艾歐密曾與美國搖滾樂手麗泰·福特短暫訂婚過。他們倆人曾合作錄音室專輯《黑衣新娘》，迄今尚未發行。

### 疾病
2012年初，東尼·艾歐密被診斷罹患淋巴瘤，屬於早期階段。為此他接受治療。黑色安息日取消之前預訂的歐洲巡迴之旅，但仍照計畫參加了下載音樂節和羅拉帕羅扎音樂節。東尼·艾歐密每六個星期追蹤治療一次。2014年1月，東尼·艾歐密在新年賀詞中宣布，他將會在一年內完成他的定期治療。2015年9月，由於東尼·艾歐密的健康問題，黑色安息日宣布將於2016年1月至2017年2月間，展開告別巡迴演出。2016年8月，東尼·艾歐密透露他的癌症病況已經緩和了。根據2016年12月9日的《滾石》雜誌的報導，東尼·艾歐密透露將要從喉嚨裡移除一塊贅生物。2017年初，在英國廣播電台搖滾星球的採訪中，東尼·艾歐密解釋這塊贅生物並不是癌症。

### 宗教
東尼·艾歐密在2016年說，他相信上帝，是一位天主教徒，但他從小就沒有參加過教堂禮拜。2017年1月，東尼·艾歐密將一首合唱作品命名為〈如此甚好〉，歌詞是由聖經詩歌《詩篇133》啟發，這首歌在伯明罕聖腓力座堂首次亮相。伯明罕聖腓力座堂院長凱瑟琳·奧格爾表示：「這是東尼送給大教堂最美妙的禮物」。

## 音樂地位與影響力

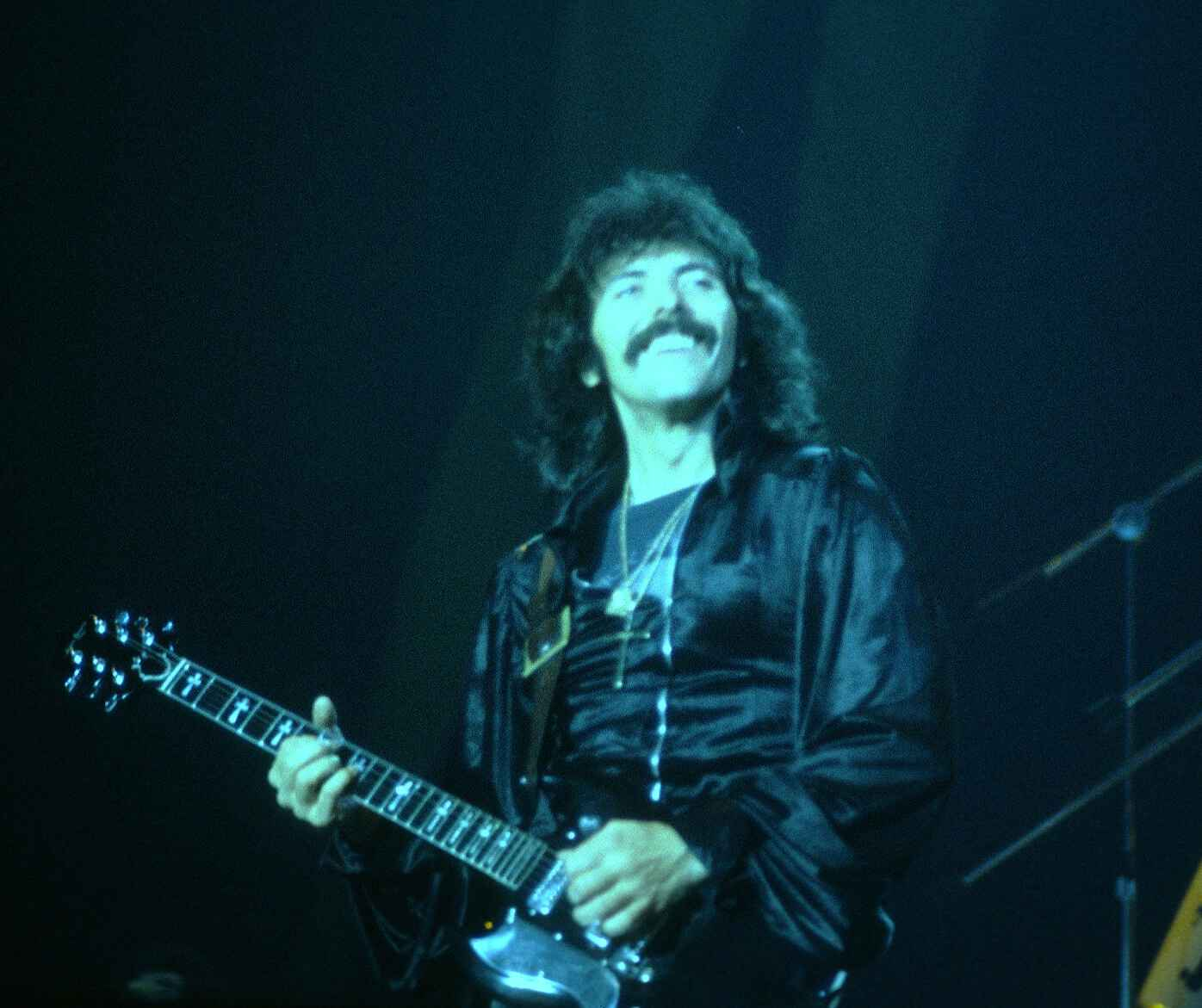
1978年，東尼·艾歐密與黑色安息日的演出。

東尼·艾歐密是廣泛公認有史以來最偉大、最有影響力的搖滾／重金屬吉他手之一。2005年，在英國重金屬雜誌《金屬之鎚》的讀者調查中，他是公認的「即興重覆段之王」，該雜誌讚揚他：「高度與眾不同的風格，樸實而又極具影響力」。2007年，英國搖滾樂雜誌《經典搖滾》將他評為「最狂野的一百名吉他英雄」第6名。2011年，美國權威音樂雜誌《滾石》將他列為「歷史上最偉大的一百名吉他手」第25名。英國音樂作家喬爾·麥基弗稱讚他是「歷史上最偉大的重金屬吉他手」第6名。2012年，美國音樂雜誌《吉他世界》將他評為「歷史上最偉大的重金屬吉他手」第1名、「歷史上最偉大的搖滾吉他手」第7名。
傑叟羅圖樂團主唱伊恩·安德森表示：「東尼成功運用身邊弄得到的任何東西，彌補手指上的缺憾，使他成為傳奇人物之一。除了他的演奏外，至少還有一個事實，他對搖滾樂的靈活性做出了獨特貢獻」。接吻樂團貝斯手吉恩·西蒙斯認為他是「拿出吉他、創造獨一無二的即興重覆段，引領出一支追隨在他身後的吉他手大軍」。美國搖滾／重金屬音樂人羅尼·詹姆斯·迪歐稱頌他是「即興重覆段的終極大師」。
此外，東尼·艾歐密被許多人認可為重金屬音樂的主要創始人。皇后樂團的吉他手布莱恩·梅認為他是「真正的重金屬音樂之父」。美國吉他手埃迪·范·海倫表示：「沒有東尼，今天重金屬就不會存在，他是重型音樂的創造者！」。金屬製品的詹姆斯·海特菲爾德表示深受東尼·艾歐密的音樂影響，並稱他是「重金屬樂句之王」。猶大祭司的羅柏·哈爾福德於2004年8月在美國費城擔任客座主唱時，也對現場觀眾說：「創造重金屬重覆樂句的人，就是東尼」。邪神大敵吉他手麥可·阿莫特也表示：「東尼·艾歐密是我的吉他英雄！」，並補充說：「他是世界上最偉大的吉他手，因為他發明了沉重的音調和邪惡氣氛的即興重覆段」。上帝羔羊主唱蘭迪·布萊斯也表示：「東尼·艾歐密是重金屬音樂存在的原因」。
除了重金屬音樂，他也被認為是其他子類別風格的先驅者：加拿大重金屬雜誌《豪言與血拳》資深編輯馬丁·帕夫將他定義為「迷幻金屬的教父」。《吉他世界》的資深編輯傑夫·基茨和布拉德·托林斯基評論道：「油漬搖滾、哥德搖滾、鞭擊金屬、工業金屬、死亡金屬、毀滅金屬...等等，如果不是因為東尼·艾歐密，現在這些音樂都不會在地球上」。夏威夷公共廣播電台表示：「如果沒有黑色安息日、沒有東尼·艾歐密的話，很難想像超脫樂團、聲音花園、珍珠果醬或愛麗絲囚徒還有誕生的機會。另外許多非常經典的樂團，例如猶大祭司、鐵娘子、天蠍、金屬製品、超級殺手、潘特拉，基本上每個金屬樂團呈現出來的音樂本質，都可以追朔到東尼·艾歐密手中的音樂框架」。許多著名的音樂人都認為，自己的演奏風格和音樂主要都是受到東尼·艾歐密的影響，這些音樂家包括傑夫·漢尼曼（超級殺手的吉他手）、戴姆拜格·達雷爾（潘特拉的吉他手）、史萊許（槍與玫瑰與絲絨左輪手鎗的吉他手）、史考特·伊恩（炭疽樂團的吉他手）、扎克·懷德（奧茲·奧斯本與烈酒公社的吉他手）、湯姆·莫雷洛（討伐體制樂團的吉他手）、比利·寇根（碎南瓜樂團的主唱兼吉他手）、基姆·塔爾（聲音花園的吉他手）、尼克·奧利弗里（凱耶斯與石器時代女王的吉他手）等。愛麗絲囚徒的吉他手傑瑞‧坎特羅透露，自己受到東尼·艾歐密推弦的強烈影響，他時常運用這種技巧，效仿東尼彈出黑暗的音調。鑽石國王的吉他手安迪·拉侯克也表示，專輯《陰謀》中收錄的〈不眠夜〉，吉他旋律的靈感來自東尼·艾歐密在《永不言敗!》中的彈奏風格。

## 設備
東尼·艾歐密彈奏的沉重陰暗風格，有一部分是出於必要的原因——他「革命性的招牌音色」雖然是斷指意外後的結果，隨後以「音樂中的魔鬼」三全音掀起重金屬音樂界的廣泛應用。他也表示，黑色安息日「過高的音量」同樣也是必要的：「因為我們在演奏時厭倦了那些嘰嘰喳喳的人」。

### 吉他
- Jaydee Custom SGs[137]
- Gibson SG（英语：Gibson SG）[138]
- Gibson Custom Shop SG[139]

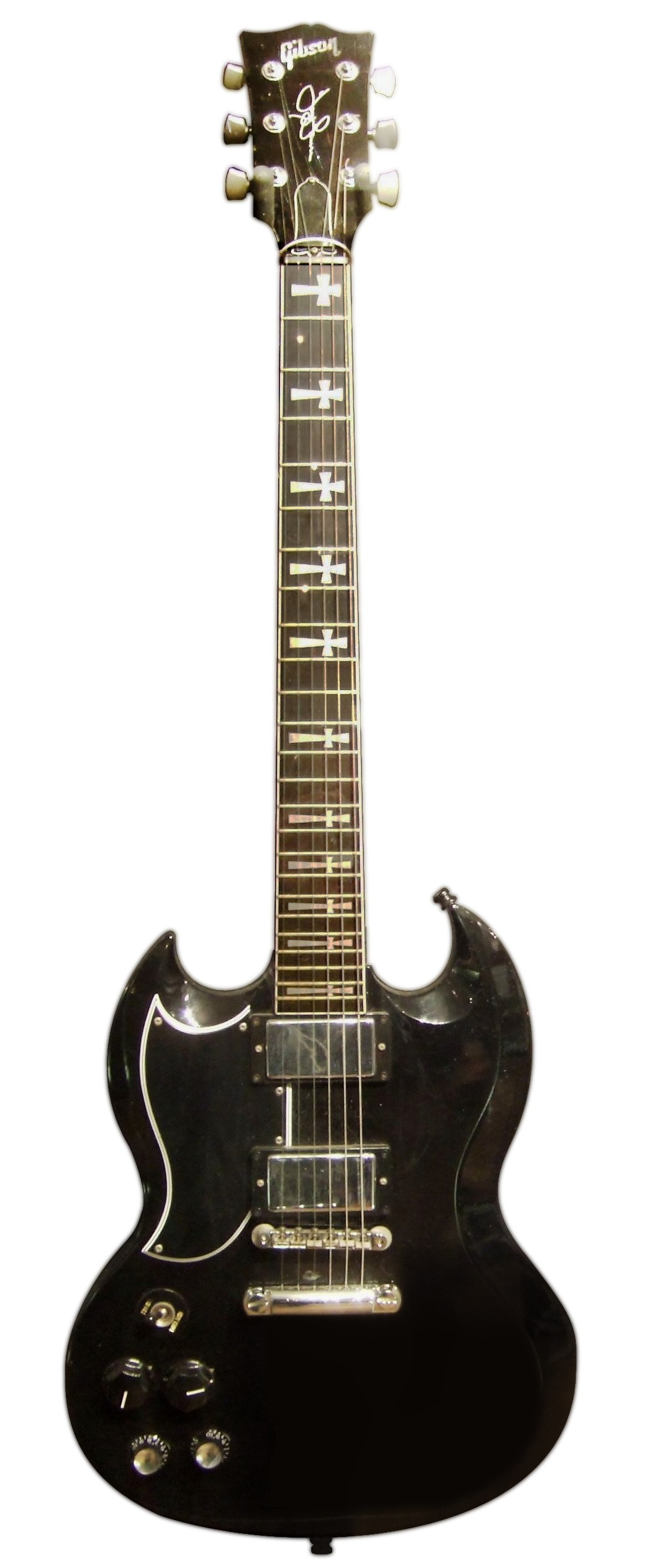
東尼·艾歐密的吉普森SG代言簽名款電吉他。

- Epiphone（英语：Epiphone） P94 Iommi SG[140]
- Gibson SG Standard[141]
- Fender Stratocaster[142]
- St. Moritz Tony Iommi Custom SG[143]
- BC Rich Ironbird
- Gibson Barney Kessel[144]
- Epiphone Riviera 12 String[145]
- LaBella Custom Gauge Strings[146]
- Shure Wireless Systems[146]

### 效果器
- Boss（英语：Boss Corporation） Chorus pedal（英语：Chorus effect）
- Boss Octave pedal（英语：Octave Effect）
- Dallas Rangemaster Treble Booster
- Drawmer LX22 Compressor
- Korg DL8000R multi-tap Delay（英语：Delay (audio effect)）
- Korg SDD1000 rackmount delay
- Peavey（英语：Peavey Electronics） Addverb III
- Tycobrahe Wah Pedal[146][147]

### 音箱
- Laney（英语：Laney Amplification） TI100 東尼·艾歐密代言簽名款：目前主要音箱，GH 100 TI的雙通道版本
- Laney GH 100 TI 東尼·艾歐密代言簽名款[148]：1993年至2012年初使用
- ENGL Powerball 音箱[146]：僅在2009年使用
- Laney 4×12 箱體[148]
- 各種馬歇爾音箱
- Laney Supergroup音箱頭：1968至1979年使用
- Orange（英语：Orange Music Electronic Company） 1972 w/ 4x12 cab：僅在拍攝〈偏執狂（英语：Paranoid (Black Sabbath song)）〉和〈鋼鐵人（英语：Iron Man (song)）〉的音樂錄影帶使用
- Laney Klipp：錄製《現實之王（英语：Master of Reality）》時使用
- Mesa Boogie（英语：Mesa Boogie） Mark series音箱: 1980年代中期到1990年代初期使用

## 作品

### 個人活動
- 艾歐密（英语：Iommi (album)）（2000年10月17日）
- 1996年DEP時期（英语：The 1996 DEP Sessions）（2004年9月28日）
- 勃然大怒（英语：Fused (album)）（2005年7月11日）

### 黑色安息日
參見主條目：黑色安息日唱片列表

### 天堂與地獄
- 無線電城音樂廳現場（英语：Live from Radio City Music Hall）（2007年8月28日）
- 小心魔鬼就在你身邊（英语：The Devil You Know (Heaven & Hell album)）（2009年4月28日）
- 霓虹之夜：天堂與地獄之三十年（英语：Neon Nights: 30 Years of Heaven & Hell）（2010年11月10日）

### 客串和其他合作項目
- 滾石搖滾馬戲團（英语：The Rolling Stones Rock and Roll Circus）（與傑叟羅圖樂團）（1968年12月11日）
- 眾多音樂人 — 重金屬原聲帶（英语：Heavy Metal (film)#Soundtrack）（1981年7月）
- 眾多音樂人 — 地震專輯（英语：Rock_Aid_Armenia#The_Earthquake_Album）（1989年）
- 皇后樂團與眾多音樂人 — 佛萊迪墨裘瑞慈善義演錄影帶（英语：The Freddie Mercury Tribute Concert#Home releases）（1992年4月20日）
- 鑽石頭（英语：Diamond Head (band)） — 致命關頭（英语：Death and Progress）（1993年6月24日）
- 奧茲·奧斯本 — 最終現場（英语：Live & Loud）（1993年6月28日）
- 大教堂（英语：Cathedral (band)） — 奇思妙想狂歡節（英语：The Carnival Bizarre）（1995年9月）
- 眾多音樂人 — 砰然弦音！向漢克·馬文與影子樂團致敬（英语：Twang! – A Tribute to Hank Marvin & The Shadows）（1996年10月29日）
- 奧茲·奧斯本 — 奧茲降臨（英语：The Ozzman Cometh）（1997年11月11日）
- 斯德哥爾摩乾旱（英语：Drain STH） — 天生反骨（英语：Freaks of Nature (Drain STH album)）（1999年6月29日）
- 尼可曼德斯（英语：Necromandus） — 致命食慾（英语：Orexis of Death）（1999年）
- 眾多音樂人 — 白金漢宮女王音樂會（英语：Party at the Palace#Recordings）（2002年）
- 伊恩·吉蘭 — 吉蘭的酒館（英语：Gillan's Inn）（2006年4月18日）
- 伊恩·吉蘭與東尼·艾歐密（誰人在乎（英语：WhoCares）） — 伊恩·吉蘭與東尼·艾歐密：誰人在乎（英语：Ian Gillan & Tony Iommi: WhoCares）（2012年7月13日）